# Ricardo Rocha
Ricardo Sérgio Rocha Azevedo (Santo Tirso, Portugália, 1978. október 3. –) portugál labdarúgó. Jelenleg a Standard Liège csapatához köti szerződés 2010. júniusáig.

## Pályafutása

### Tottenham Hotspur
Rocha 2007. január 23-án szerződött az angol Tottenham Hotspur-höz közel 3.5 millió fontért 3 és fél évre. Első mérkőzését január 27-én játszotta az FA-kupában a Southend United csapata ellen. A végeredmény 3-1 lett a Spurs javára. Február 10-én játszott először a Premier League-ben a Sheffield United ellen.
2008. május 14-én hírül adták, hogy Rocha az átigazolását kérte a Tottenhamtól, miután Martin Jol távozása után Juande Ramos vezetőedzőnél nem tudott stabil kezdővé válni, csak a tartalékcsapatban számítottak rá. 2009. június 1-jén a Tottenham bejelentette, hogy nem újítják meg Rocha lejárt szerződését, így a játékos szabadon távozhatott a klubtól.
2009. augusztusában hároméves szerződést írt alá a belga Standard Liège együttesével.

### Válogatottság
Rocha 2002-ben debütált a portugál válogatottban Skócia ellen. Három év után ismét meghívást kapott a portugál keretbe a 2008-as EB-selejtezőkre Finnország és Dánia ellen.

## Sikerei, díjai
SL Benfica
- Portugál Kupa-győztes 2003-04
- Portugál bajnok 2004-05
- Portugál Szuperkupa 2004-05

## Külső hivatkozások
- Ricardo Rocha pályafutásának statisztikái a Soccerbase oldalon (angolul)

- Rövid biográfia az UEFA.com-on